# Kwong Wai Ip
Kwong Wai Ip es un deportista hongkonés que compitió en esgrima en silla de ruedas. Ganó seis medallas en los Juegos Paralímpicos de Verano entre los años 1992 y 2004.

## Palmarés internacional
| Juegos Paralímpicos | Juegos Paralímpicos      | Juegos Paralímpicos | Juegos Paralímpicos |
| Año                 | Lugar                    | Medalla             | Prueba              |
| ------------------- | ------------------------ | ------------------- | ------------------- |
| 1992                | Barcelona (España)       | Medalla de plata    | Florete por equipos |
| 1996                | Atlanta (Estados Unidos) | Medalla de oro      | Espada por equipos  |
| 2000                | Sídney (Australia)       | Medalla de oro      | Florete por equipos |
| 2000                | Sídney (Australia)       | Medalla de bronce   | Espada por equipos  |
| 2004                | Atenas (Grecia)          | Medalla de plata    | Florete por equipos |
| 2004                | Atenas (Grecia)          | Medalla de bronce   | Espada individual A |